# Heberden-Arthrose

Aktivierte Heberden-Arthrose des rechten Zeigefingers

Die Heberden-Arthrose, benannt nach dem Londoner Arzt William Heberden (1710–1801), ist eine idiopathische Arthrose der Fingerendgelenke (distale Interphalangealgelenke, DIP) mit Bildung von Heberden-Knoten. Die Erkrankung ist überwiegend genetisch, aber auch hormonell bedingt. Auch Überbelastungen der Hände beziehungsweise der Finger – etwa berufsbedingt oder durch extreme sportliche Betätigung –, die zu einer Lockerung des Kapselbandapparats führen, können an der Auslösung der Polyarthrose mitwirken. Zusätzlich kommen familiäre Faktoren in Frage.

## Klinisches Bild
Charakteristisch sind die Heberden-Knoten. Dies sind zweihöckrige, knorplig-knöcherne Wucherungen an der Streckseite der Basis der Fingerendglieder. Sie werden oft von erheblichen lokal-entzündlichen und destruierenden Erscheinungen begleitet: Gelenkverplumpung und Abweichung zur Daumenseite, Schmerzen, Kraftverlust, Bewegungseinschränkung.
Erstmals von den bei Gicht auftretenden Knoten (Tophi) abgegrenzt wurden diese knotenförmigen Auftreibungen an den Fingerendgelenken 1801 von Heberden.
Die Heberden-Arthrose befällt häufig die Endgelenke von Zeigefinger und Kleinfinger. Häufig sind auch die Fingermittelgelenke (proximale Interphalangealgelenke, PIP; Bouchard-Arthrose) – dann auch als Heberden-Bouchard-Arthrose bezeichnet – und das Daumensattelgelenk (→ Rhizarthrose) betroffen. Sind auch andere Gelenke oder die Wirbelsäule befallen, spricht man von einer Polyarthrose. Die Erkrankung kann schubweise auftreten und – auch in Ruhe – sehr schmerzhaft sein. Ein Schub kann Monate andauern.

## Epidemiologie
Die Heberden-Arthrose betrifft etwa zehnmal häufiger Frauen als Männer. Meist beginnt die Krankheit in den Wechseljahren. Von 100.000 Frauen zwischen 50 und 59 Jahren erkranken jährlich schätzungsweise 190 an einer Handarthrose, von 100.000 Männern der gleichen Altersgruppe sind nur 27 betroffen.

## Diagnose

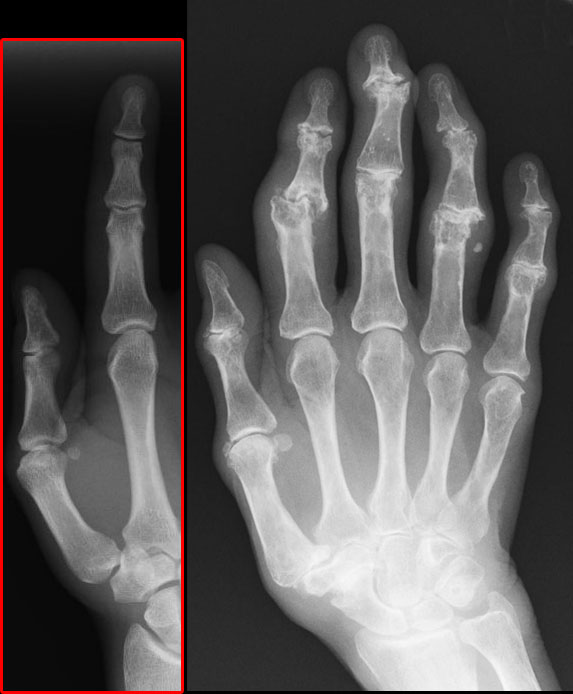
Röntgenbild von Fingergelenkarthrosen (den Befall der Endgelenke bezeichnet man als Heberden-Arthrose, den Befall der Mittelgelenke als Bouchard-Arthrose). Links im roten Kasten ein unauffälliges Bild.

Es handelt sich um eine sogenannte Blickdiagnose. Das Vorhandensein von Heberden-Knoten ist charakteristisch, außer einem Röntgen-Bild sind weitere Tests in der Regel nicht notwendig. Vor einer eventuellen Radiosynoviorthese wird üblicherweise eine Skelettszintigrafie angefertigt.
Die Heberden-Arthrose muss differenzialdiagnostisch vor allem von der chronischen Polyarthritis abgegrenzt werden. Neben dem klinischen Bild und der Röntgen-Aufnahme der Hände können hier in seltenen Fällen bestimmte Bluttests und eventuell ein Drei-Phasen-Skelett-Szintigramm notwendig werden. Weitere Differentialdiagnosen sind die Gicht-Arthropathie und die Psoriasis-Arthritis.

## Therapie
Zur Therapie werden Schmerzmittel (Analgetika), Cortison-Injektionen in das Gelenk, operative Verfahren (insbesondere die Gelenkversteifung, Arthrodese) und die Radiosynoviorthese verwendet. Außerdem kommen Krankengymnastik, Ergotherapie, physikalische Therapie (insbesondere Kälte-Anwendung) und Röntgenreizbestrahlung zum Einsatz. Empfohlen werden Fingerübungen: Durch gezielte und regelmäßige Bewegungsübungen kann der Gelenkknorpel ausreichend mit Nährstoffen versorgt und so einem Fortschreiten der Erkrankung vorgebeugt werden. Wärme ist jedoch nur empfehlenswert, solange keine Entzündung vorliegt.